# 312 a.C.
Il 312 a.C. (CCCXII a.C. in numeri romani) è un anno  del IV secolo a.C.

## Eventi
- Roma
  - Consoli Marco Valerio Massimo Corrino e Publio Decio Mure
  - Dittatore Gaio Sulpicio Longo
  - Inizio della costruzione della Via Appia
  - Conclusa la costruzione del primo acquedotto di Roma: per la prima volta i romani dispongono di acqua pura.
  - Il culto di Eracle viene introdotto a Roma, dove è nazionalizzato col nome di Ercole e gli viene dedicata l'Ara Maxima.
  - Viene attribuito ai censori il compito di redigere le liste dei senatori.
- Seleuco I Nicatore toglie Babilonia ad Antigono I Monoftalmo. Inizia l'Era seleucide di datazione che sarà in uso per secoli nel Medio Oriente.
- Battaglia di Gaza

## Nati
- Patrocle, militare e geografo macedone antico († 270 a.C.)

## Morti
- Amilcare II, condottiero cartaginese
- Pitone, ufficiale macedone antico